# André Bardet
Pour les articles homonymes, voir Bardet.
André Bardet, né le 19 janvier 1909 à Clermont-Ferrand, et mort le 27 août 2006 à Fécamp, est un peintre français.

## Biographie
Né le 19 janvier 1909 à Clermont-Ferrand, André Bardet est attiré par la peinture alors qu'il est encore très jeune. Il commence comme artiste professionnel à temps partiel, se consacrant entièrement à cette carrière après 1975. Il est élève de Victor Charreton, dont le style de peinture post-impressionniste l'influence beaucoup. Il produit surtout des paysages, poursuivant ainsi la tradition post-impressionniste.
Exposant en France, aux États-Unis et au Japon, il meurt en 2006.